# Sebedín-Bečov
Sebedín-Bečov (wym. [ˈsɛbɛdiːn ˈbɛt͡ʃof]; węg. Szebedénybecsó) – wieś (obec) na Słowacji położona w kraju bańskobystrzyckim, w powiecie Bańska Bystrzyca. Gmina składa się z dwóch osad, Sebedín oraz Bečov. Pierwsze wzmianki o miejscowości pochodzą z roku 1406. Do najważniejszych zabytków należą pochodzące z XVIII wieku dzwonnice w Sebedínie i Bečovie.
Według danych z dnia 31 grudnia 2010, wieś zamieszkiwało 388 osób, w tym 199 kobiet i 189 mężczyzn.
W 2001 roku rozkład populacji względem narodowości i przynależności etnicznej oraz religijnej wyglądał następująco:
- Słowacy – 96,50%
- Czesi – 0,29%
- Romowie – 2,92%

- ewangelicy – 65,01%
- katolicy – 21,87%
- grekokatolicy – 2,33%
- pozostali – 1,46%
- niewierzący – 6,12%
- przynależność niesprecyzowana – 3,21%